# Macrophya
Macrophya (Dahlbom, 1835) è un genere di imenotteri della famiglia Tenthredinidae.

## Specie
- Macrophya albicincta (Schrank, 1776)
- Macrophya albipuncta (Fallén, 1808)
- Macrophya alboannulata (A. Costa, 1859)
- Macrophya annulata (Geoffroy in Fourcroy, 1785)
- Macrophya annulicornis (Konow, 1904)
- Macrophya annulitibia (Takeuchi, 1933)
- Macrophya aphrodit (e Benson, 1954)
- Macrophya apicalis (F. Smith, 1874)
- Macrophya blanda (Fabricius, 1775)
- Macrophya carbonaria (F. Smith, 1874)
- Macrophya carinthiaca (Klug, 1814)
- Macrophya chrysura (Klug, 1817)
- Macrophya crassula (Klug, 1814)
- Macrophya crassuliformis (Forsius, 1925)
- Macrophya cyrus (Benson, 1954)
- Macrophya diversipes (Schrank, 1782)
- Macrophya duodecimpunctata (Linneo, 1758)
- Macrophya enslini (Forsius, 1925)
- Macrophya erythrocnema (Costa, 1859)
- Macrophya erythrogaster (Spinola, 1843)
- Macrophya esakii ( (Takeuchi, 1923)
- Macrophya falsifica (Mocsary, 1909)
- Macrophya forsiusi (Takeuchi, 1937)
- Macrophya hispana (Konow, 1904)
- Macrophya ignava (F. Smith, 1874)
- Macrophya imitator (Takeuchi, 1937)
- Macrophya infumata (Rohwer, 1925)
- Macrophya kisuji (Togashi, 1974)
- Macrophya koreana (Takeuchi, 1937)
- Macrophya liukiuana (Takeuchi, 1926)
- Macrophya maculitibia (Takeuchi, 1933)
- Macrophya malaisei (Takeuchi, 1937)
- Macrophya marlatti (Zhelochovtsev, 1934)
- Macrophya mikagei (Togashi, 2005)
- Macrophya militaris (Klug, 1814)
- Macrophya minerva (Benson, 1968)
- Macrophya montana (Scopoli, 1763)
- Macrophya obesa (Takeuchi, 1933)
- Macrophya parvula (Konow, 1884)
- Macrophya postica (Brullé, 1832)
- Macrophya punctumalbum (Linneo, 1767)
- Macrophya recognata (Zombori, 1979)
- Macrophya ribis (Schrank, 1781)
- Macrophya rohweri (Forsius, 1925)
- Macrophya rufipes (Linneo, 1758)
- Macrophya rufopicta (Enslin, 1910)
- Macrophya sanguinolenta (Gmelin in Linneo, 1790)
- Macrophya superba (Tischbein, 1852)
- Macrophya tenella (Mocsáry, 1881)
- Macrophya teutona (Panzer, 1799)
- Macrophya tibialis (Mocsáry, 1881)
- Macrophya timida (F. Smith, 1874)
- Macrophya tricoloripes (Mocsáry, 1881)
- Macrophya vitta (Enslin, 1910)